# Unione Nazionale Pro Loco d'Italia

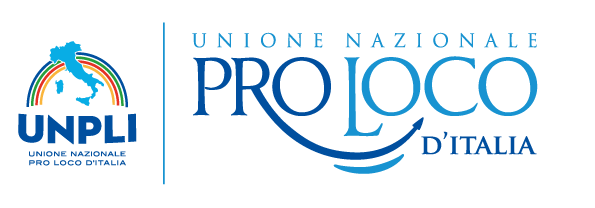
Logo ufficiale UNPLI

L'Unione Nazionale Pro Loco d'Italia nota anche con l'acronimo UNPLI è un'associazione senza scopo di lucro con personalità giuridica che opera in campo culturale, ambientale, turistico, ecologico, enogastronomico, naturalistico, sportivo e sociale. È iscritta nel RUNTS in qualità di Rete Associativa nella sezione APS con il n. 308 del 4 novembre 2022.
L'UNPLI (Unione Nazionale Pro Loco d'Italia) rappresenta 6.300 Pro Loco italiane. È il comitato nazionale che coordina, supporta e sostiene le associate. 
Si divide in 20 comitati Regionali e 100 comitati provinciali e 50 consorzi.

## Storia
È stata costituita nel 1962 come punto di riferimento delle Pro Loco d'Italia, nate nel 1881 come associazioni di “abbellimento” del territorio e delle comunità.
L'UNPLI rappresenta il comitato nazionale delle Pro Loco d'Italia. Attualmente affilia 6300 Pro Loco presenti in tutte le regioni e province d'Italia, ad eccezione della provincia di Bolzano.
Dal 2004 è accreditata presso il Servizio Civile Universale quale ente riconosciuto nel settore di intervento dedicato alla salvaguardia del patrimonio culturale.  

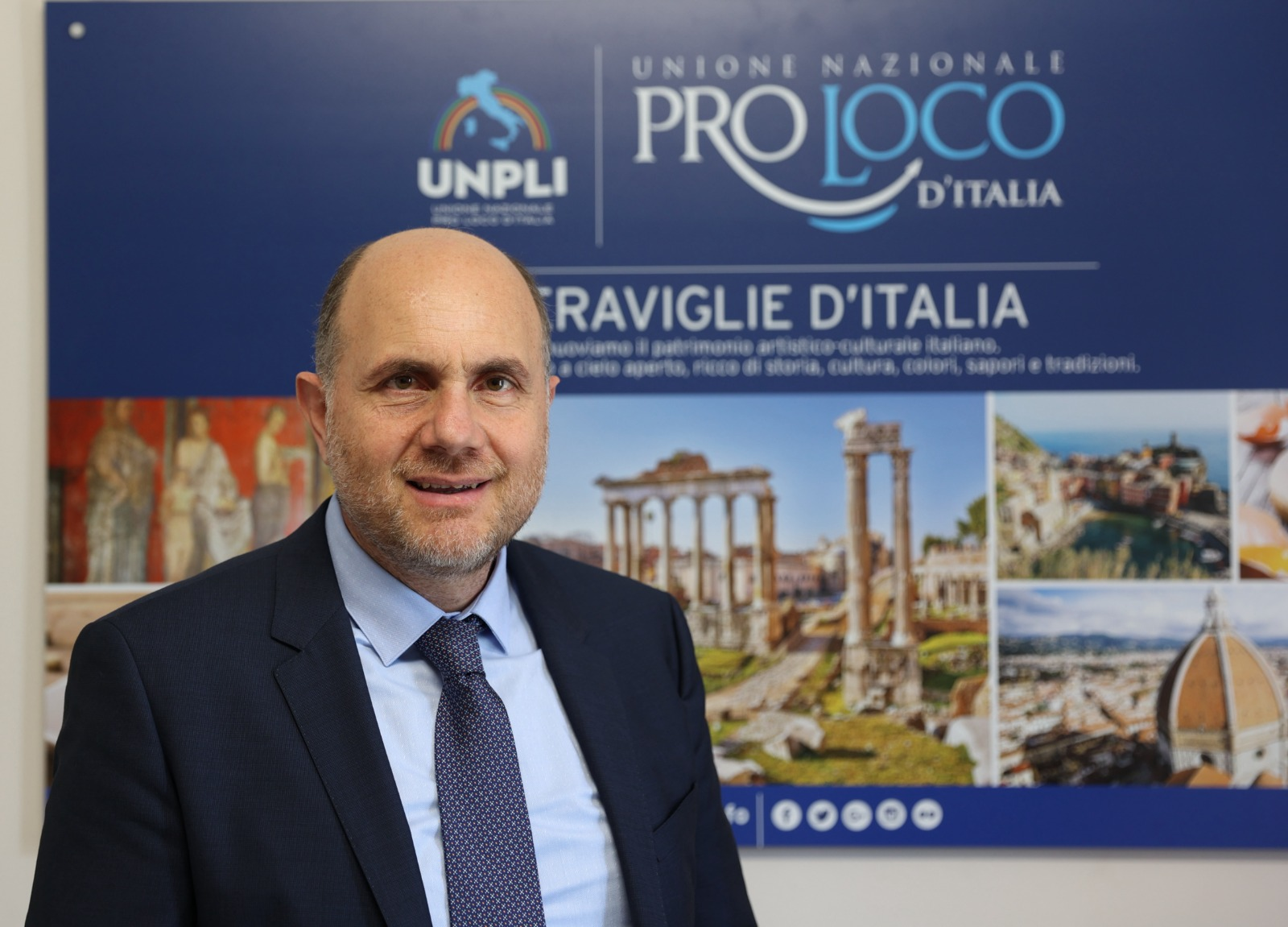
Il Presidente Nazionale UNPLI, Antonino La Spina

Nel 2012 ha ottenuto l'accredito come consulente del Comitato intergovernativo previsto dalla Convenzione UNESCO per la salvaguardia del patrimonio culturale immateriale.
Nel 2013 istituisce il premio "Salva la tua Lingua Locale" al quale partecipano ogni anno autori che scrivono in dialetto finalizzato a custodire le minoranze linguistiche.
Nel 2018 entra a far parte del Consiglio Nazionale del Terzo Settore dopo essere stato nominato attraverso un decreto firmato dal Ministro del Lavoro e delle Politiche Sociali. Nello stesso anno registra il marchio Sagra di Qualità che certifica tra le 20.000 sagre che organizzano le Pro Loco UNPLI, quelle che tutelano e promuovono il prodotto tipico locale. L'assegnazione del marchio avviene ogni anno durante una cerimonia presso il Senato della Repubblica Italiana.
Dal 2020, ricopre il ruolo di componente del CDA dell'ISTO, l'Organizzazione Internazionale per il Turismo Sociale che dal 1963 opera come organizzazione internazionale senza scopo di lucro.
UNPLI redige la rivista Arcobaleno che viene pubblicata con cadenza trimestrale.
Nel 2021, UNPLI costituisce la Fondazione Pro Loco Italia composta da un Consiglio e un Comitato Tecnico Scientifico.
Sempre nel 2021, UNPLI avvia il primo censimento del patrimonio culturale immateriale insieme ad ANCI (Associazione Nazionale Comuni Italiani) ICPI (Istituto Centrale per il Patrimonio Immateriale) e il Ministero della Cultura.
UNPLI ha istituito, inoltre, la Rete delle "Infiorate e delle Composizioni delle Arti Effimere" a cui hanno aderito 91 Pro Loco, comuni e maestri infioratori. Nel 2024 istituisce anche la Rete dei "Carnevali delle tradizioni e delle maschere antropologiche d'Italia"